# Liste von Zigarettenfabriken in Dresden

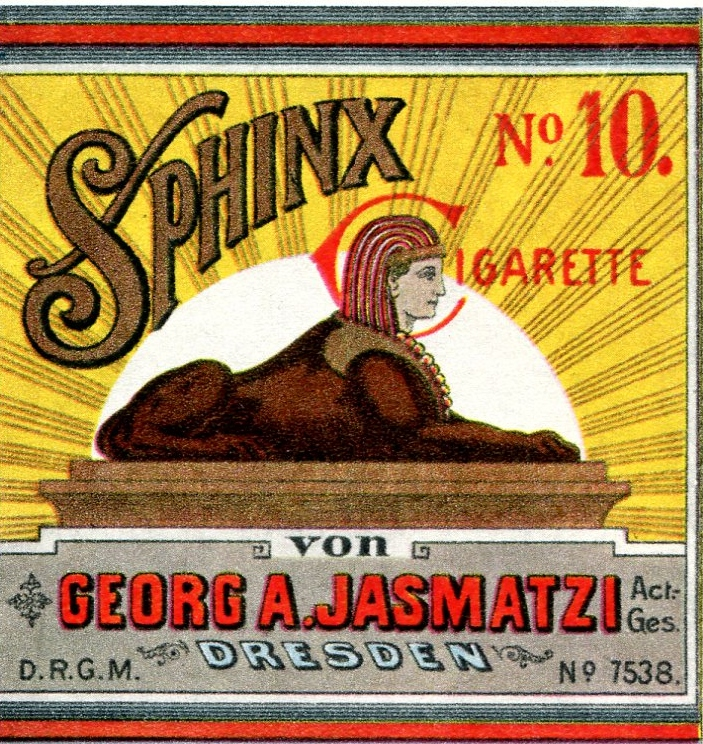
Zigarettenwerbung Sphinx von Georg A. Jasmatzi

Die Zigarettenherstellung hat in Dresden seit der Gründung der Firma Compagnie Laferme im Jahr 1862 eine lange Tradition. Im Jahr 1931 wurden in Dresden 12.000 t Orienttabak verarbeitet. Manche Firmen existierten nur kurze Zeit, während andere über einen längeren Zeitraum z. T. bis zur Zerstörung im Jahr 1945 aktiv waren.
Neben einigen kleineren Firmen existierten laut Dresdner Handelsregister 1945 noch die folgenden großen Zigarettenfabriken: Jasmatzi, Yenidze, Greiling, Geissinger, Kosmos, Monopol und Union. Diese wurden nach dem Volksentscheid in Sachsen 1946 enteignet und als VEB Jasmatzi Cigarettenfabrik, VEB Importtabak, VEB Greiling Zigarettenfabrik, VEB Macedonia, VEB Zigarettenfabrik Kosmos, VEB Monopol Zigarettenfabrik und VEB Union weitergeführt wurden. Jasmatzi, Greiling, Macedonia und Kosmos fusionierten 1959 zum VEB Dresdner Zigarettenfabriken, ab 1982 VEB Vereinigte Zigarettenfabriken Dresden (VEZIFA). Die VEZIFA fungierte zwischen 1982 und 1990 als Stammbetrieb des VEB Kombinat Tabak Dresden.
Die privatisierte Firma wurde dann 1990 vom Philip-Morris-Konzern übernommen und als f6 Cigarettenfabrik Dresden GmbH weitergeführt.
Von 1990 bis 2019 produzierte nur noch die Firma f6 Cigarettenfabrik GmbH & Co. KG, sodass gegenwärtig keine größere Firma in dieser Branche in Dresden mehr existiert.

## Liste von ehemaligen Zigarettenfabriken in Dresden
| Name                                                              | Adresse | Bestehen  | Bemerkung |
| ----------------------------------------------------------------- | --- | --------- | --- |
| Compagnie Laferme, Tabak- & Cigaretten-Fabriken                   | Seevorstadt, Große Plauensche Straße 8,10 / Kleine Plauensche Gasse 5, 7 (Lage)                                       | 1862–1931 | gegr. von Baron Joseph Michael von Huppmann-Valbella; älteste Dresdner Zigarettenfabrik |
| Tabak u. Cigarettenfabrik Sulima – F. L. Wolff GmbH               | Südvorstadt, Budapester Straße 26 (ehem. Chemnitzer Straße 4b) (Lage)                                                 | 1871–1929 | gegr. von Franziska Louise Wolff; nach dem Ersten Weltkrieg erfolgte der Verkauf an die Jasmatzi AG. |
| Zigarettenfabrik Jasmatzi                                         | Striesen, Schandauer Straße 68 / Glashütter Straße 94 (Lage)                                                          | 1880      | gegr. von Georg Anton Jasmatzi, 1901 Jasmatzi AG und von 1902 bis 1915 unter der Kontrolle von British American Tobacco (BAT), Übernahme der Zigarettenfabriken Adler Company, Delta, Johannes N. Jasmatzi, Sarasvati, Sulima, Josetti und Batschari, ab 1935 zum Reemtsma-Konzern, 1948 enteignet, als VEB Jasmatzi Cigarettenfabrik Dresden weitergeführt, ab 1959 VEB Dresdner Zigarettenfabriken. Gebäude vom Architekturbüro Rose & Röhle um 1900, Erweiterungsbau 1912 von Lossow & Kühne. |
| Zigarettenfabrik W. Lande                                         | Striesen, Laubestraße 24 bzw. (ab 1932) Junghansstraße 5 (Lage)                                                       | 1897      | gegr. von Wilhelm Lande, ab 1937 Zigarettenfabrik Karl Geissinger KG, vormals W. Lande GmbH Dresden, 1946 enteignet und als VEB Macedonia weitergeführt, ab 1959 VEB Dresdner Zigarettenfabriken (Werk II), Gebäude unter Denkmalschutz ID-Nr. 09213346 |
| VEB Vereinigte Zigarettenfabriken Dresden (VEZIFA)                | Striesen, Glashütter Straße 94 (Lage)                                                                                 | 1959–1990 | ab 1959 VEB Dresdner Zigarettenfabriken, entstanden durch Zusammenschluss der enteigneten Zigarettenfabriken mit weiteren Betriebsteilen in der Junghansstraße 5 und Zwickauer Straße 35, ab 1982 VEB Vereinigte Zigarettenfabriken Dresden. Marken: Turf und f6, ab 1990 zur Philip Morris GmbH, seit 1998 unter dem Namen „f6 Cigarettenfabrik Dresden GmbH“. Zigarettenmarke: Juwel bis 2016, Gebäude unter Denkmalschutz ID-Nr. 09213320                                                     |
| f6 Cigarettenfabrik GmbH & Co. KG Dresden                         | Striesen, Glashütter Straße 94 (Lage)                                                                                 | 1990–2019 | entstanden aus dem VEB Vereinigte Dresdner Zigarettenfabriken |
| Yenidze – Orientalische Tabak und Cigarettenfabrik                | Friedrichstadt, Weißeritzstraße 3 / Magdeburger Straße (Lage)                                                         | 1908      | urspr. gegr. 1886 in Dresden-Südvorstadt, Gutzkowstraße 27, Inh. Hugo Zietz, später VEB Importtabak/VEB Tabakkontor, Zigarettenmarken: Salem und Minarett, Gebäude unter Denkmalschutz ID-Nr. 09218766 |
| Yramos Tabak- und Zigarettenfabrik                                | Striesen, Laubestraße 24 (Lage)                                                                                       | 1919–1937 | gegr. 1890 von Julius Lewin, ab 1920 Mitinhaber Hermann Lewin am Standort Freiberger Straße, 1918–1932 W. Lande, ab 1932 Yramos, 1937 arisiert und von der Zigarettenfabrik Greiling als Yramos GmbH übernommen |
| Zigarettenfabrik Richard Greiling AG                              | Südvorstadt, Nossener Straße 1 / Zwickauer Straße (Lage)                                                              | 1919      | 1948 enteignet und als VEB Greiling Zigarettenfabrik weitergeführt |
| A. M. Eckstein & Söhne – Fabrik türkischer Zigaretten             | Plauen, Bamberger Straße 4–8 (Lage)                                                                                   | 1891      | gegr. 1865 in Göttingen, 1929 Fusion mit der Firma Halpaus (Breslau) zur Eckstein-Halpaus Zigarettenfabrik, Übernahme durch Reemtsma. Marke: Eckstein No. 5 – älteste Zigarettenmarke bis 2015 |
| Aurelia Zigarettenfabrik GmbH                                     | Löbtau, Clara-Zetkin-Straße 33 (ehem. Wallwitzstraße 33) (Lage)                                                       | 1903/1933 | als Casanova Cigaretten-Fabrik 1903 gegr., 1937 Arisierung, Inh.: Ernst Karl Müller, nach 1945 VEB Vereinigte Zigarettenfabriken Dresden |
| Haus Bergmann – Zigarettenfabrik                                  | Striesen, Bärensteiner Straße 16, 18 (Lage)                                                                           | 1920      | gegr. von Carl und Siegfried Bergmann, Zigarettenmarke: HB = Haus Bergmann, 1932 von British American Tobacco (BAT) aufgekauft; Gebäude unter Denkmalschutz ID-Nr. 09213321 |
| Kios Zigaretten & Tabak-Import Fabrik                             | Striesen, Fiedlerstraße 28 (ehem. Trinitatisstraße 28) (Lage)                                                         | 1892–1928 | Inh.: E. R. Böhme, später Zweigwerk von Haus Neuerburg |
| Zigarettenfabrik Zepter – H. Krausche & Co.                       | Striesen, Bertolt-Brecht-Allee 25 (ehem. Carlowitzstraße 25) (Lage)                                                   | 1925      | [ 11 ] [ 30 ] |
| Cigarettenfabrik Dressler KG                                      | Johannstadt, Blasewitzer Str. 13–17 (Lage)                                                                            | 1929      | sowie die Zigarettenfirma Sturm GmbH, Inh. Arthur Dreßler, Marken: Trommler, Sturm, Alarm, Neue Front |
| Zigarettenfabrik Macedonia                                        | Striesen, Glashütter Straße 66 (Lage)                                                                                 | 1918      | 1946 enteignet, danach VEB Zigarettenfabrik Macedonia, gegr. als Zigarettenfabrik Compagnie Macedonia, Carl Weiße & Gebr. Wangemann, in Dresden-Südvorstadt, Conradstraße 6 |
| Zigaretten-Fabrik Delta Tschache & Bensky Dresden                 | Johannstadt, Blasewitzer Straße 41 / Fiedlerstraße 32 (ehem. Trinitatisstraße 32) (Lage)                              | 1888      | später Zigarettenfabrik Josetti |
| Kosmos – Tabak- und Cigarettenfabrik                              | Johannstadt, Fetscherstraße 70 (ehem. Fürstenstraße 70) (Lage)                                                        | 1886      | Inh.: H. F. Wolf, 1948 enteignet, VEB Zigarettenfabrik Kosmos |
| Zigarettenfabrik Tuma                                             | Johannstadt, Fetscherstraße 72 (ehem. Fürstenstraße 72) / Trinitatisstraße (Lage)                                     | 1876      | Gebäude unter Denkmalschutz ID-Nr. 09217234, Inh.: Heinrich Albert Tuma, M. Tuma, E. Lasse |
| ZIRINI – Zigarettenfabrik GmbH                                    | Striesen, Pohlandstraße 19 (Lage)                                                                                     | 1931      | sowie Rudolf Walter & Co., Papier-Zigarren-Spitzen-Fabrik |
| Confreia – Zigarettenfabrik Trustfrei                             | Plauen, Hofmühlenstraße 19 (Lage)                                                                                     | 1931      | [ 37 ] |
| Bulgaria-Zigarettenfabrik                                         | Striesen, Schandauer Straße 34 (Lage)                                                                                 | 1925–1939 | gegr. von Salomon Krenter |
| Cigarettenfabrik Delphi                                           | Pirnaische Vorstadt, Dürerstraße 5 (Lage)                                                                             | 1918      | Inh.: Alfred Hartmann |
| Persia                                                            | Striesen, Gerokstraße 5 (Lage)                                                                                        | 1899      | Inh.: Gebr. Stade |
| Zigarettenfabrik Patras                                           | Striesen, Schandauer Straße 13 (Lage)                                                                                 | 1890      | ab 1890 Zigarettenfabrik Patras in Johannstadt, Wintergartenstraße 76, 1904/05 Inh.: Louis Dorsch |
| Union                                                             | Striesen, Wittenberger Straße 114 (Lage)                                                                              | 1934      | 1946 enteignet, danach VEB Union Zigarettenfabrik, Gebäude unter Denkmalschutz ID-Nr. 09213281 |
| Zigarettenfabrik Kunze                                            | Johannstadt, Blasewitzer Straße 10 (Lage)                                                                             | 1918      | [ 11 ] [ 8 ] |
| HG Cigaretten- und Tabakfabrik Monopol                            | Striesen, Blasewitzer Straße 68 (Lage)                                                                                | 1903      | gegr. 1875 von Bernhard Lippmann Hurwitz in Eydtkuhnen in Ostpreußen, 1895 Übersiedlung nach Dresden, nach Enteignung als VEB Monopol Zigarettenfabrik weitergeführt |
| Cigaretten-Fabrik Prée & Co.                                      | Striesen, Jacobistraße 8 (Lage)                                                                                       | 1918      | sowie Maschinen-Zigaretten-Fabrik Paul Spiegel |
| Thessalia – Julius Horwitz Nachf.                                 | Striesen, Nicolaistraße 12 (Lage)                                                                                     | 1918      | [ 11 ] [ 7 ] |
| Zigarettenfabrik Arkadia                                          | Johannstadt, Pfotenhauer Straße 36 (Lage)                                                                             |           | Inh.: Schukalla & Ullmann |
| Italia – Julius Brendler                                          | Striesen, Pfotenhauerstraße 46, 48 (Lage)                                                                             |           | [ 11 ] |
| A. Batschari                                                      | Striesen, Pillnitzer Straße 65 (Lage)                                                                                 |           | gegr. 1899 von August Batschari (1854–1923) in Baden-Baden |
| Cigarettenfabrik Xanthi                                           | Johannstadt, Reißigerstraße 47 (Lage)                                                                                 | 1905      | Inh.: A. Schulmann |
| Zigarettenfabrik Süd-West                                         | Johannstadt, Striesener Straße 43 (Lage)                                                                              | 1918      | Inh.: Anna Leupold |
| Cigarettenfabrik Juwel                                            | Striesen, Schlüterstraße 38 (Lage)                                                                                    | 1912      | Inh.: Julius Seck, Marke: Juwel's Graf von der Mark, in den 1920er Jahren von der Firma Greiling übernommen |
| Cigaretten-Fabrik Helios, Inh. Paul Ullmann                       | Plauen, Zwickauer Straße 109 (Lage)                                                                                   | 1918      | [ 22 ] [ 7 ] [ 8 ] |
| Ulema-Zigarettenfabrik F. W. Körner & Co.                         | Striesen, Dornblüthstraße 26 (ehem. Dornblüthstraße 40) (Lage)                                                        | 1899      | ab 1918 Karasuli, Fabrik türkischer Cigaretten und Tabake |
| Cigarettenfabrik Türkenperle                                      | Johannstadt, Stephanienstraße 38                                                                                      | 1932      | [ 8 ] [ 43 ] |
| Lange & Jedicke, Cigarren-Fabrik                                  | Neustadt, Bischofsweg 13 (Lage)                                                                                       | 1869      | [ 8 ] |
| Epirus Cigarettenfabrik – Cigarettenfabrik Epirus                 | Neustadt, Görlitzer Straße 22 (Lage)                                                                                  | 1918      | [ 7 ] [ 8 ] |
| Zigarettenfabrik Cavalla GmbH                                     | Neustadt, Görlitzer Straße 49 (Lage)                                                                                  | 1918      | [ 8 ] |
| Zigarettenfabrik Heinrich Mildner                                 | Neustadt, Sebnitzer Straße 6 (Lage)                                                                                   | 1918      | [ 8 ] |
| Zigarettenfabrik Josefine Exacolstos                              | Neustadt, Talstraße 8 (Lage)                                                                                          | 1918      | [ 8 ] |
| Tabak- u. Cigarettenfabrik Samson, T. Marweg                      | Südvorstadt, Feldschlösschenstraße 8 (Lage)                                                                           | 1918      | [ 7 ] [ 8 ] |
| A. F. Ziegenspeck & Co. – Tabak- & Cigarettenfabrik               | Südvorstadt, Lindenaustraße 2 (Lage)                                                                                  | 1916      | [ 8 ] |
| Zigarettenfabrik Wolynien Krupnik                                 | Südvorstadt, Münchner Straße 25 (Lage)                                                                                | 1918      | [ 8 ] |
| Cigarettenfabrik Kosara, Johannes Rinck                           | Südvorstadt, Zwickauer Straße 44 (Lage)                                                                               | 1918      | [ 7 ] [ 8 ] |
| Cigarettenfabrik Bassora, Moses Tenenbaum                         | Südvorstadt, Andreas-Schubert-Straße 35 (ehem. Werderstraße 35) (Lage)                                                | 1918      | [ 8 ] |
| Cigarettenfabrik Galata, Inh. Moritz Faßke                        | Südvorstadt, Franklinstraße 20 / Rabener Straße (Lage)                                                                | 1918      | [ 7 ] [ 8 ] |
| Anglo-Soudaneese-Cigarette-Compagnie (Asco) Cigaretten-Fabrik     | Südvorstadt, Andreas-Schubert-Straße 43 (ehem. Werderstr. 43) (Lage) und Plauen, Bamberger Straße 20                  | 1918      | Inh. Nathan Guttmann |
| Vereinigte Cigaretten-Fabriken Victoria und Germania              | Plauen, Zwickauer Straße 122 (Lage)                                                                                   | 1918      | Gebrüder Graf |
| Zigarettenfabrik & Tabakschneiderei Meyler Goldblum               | Wilsdruffer Vorstadt, Am Schießhaus 4 (Lage)                                                                          | 1918      | [ 8 ] |
| Dresdner Cigaretten-Papier-Industrie – Drepa-Werk Theodor Güntzel | Wilsdruffer Vorstadt, Grüne Straße 22, 24 (Lage)                                                                      |           | [ 8 ] |
| Zigarettenfabrik Max Hoffmann                                     | Wilsdruffer Vorstadt, Jagdweg 17 (Lage)                                                                               | 1918      | [ 8 ] |
| Alexandria-Cigarettenfabrik; Riemer, Richter & Co.                | Wilsdruffer Vorstadt, Ostraallee 17 (Lage)                                                                            | 1918      | [ 8 ] |
| Cigarettenfabrik Nospia                                           | Wilsdruffer Vorstadt, Ostraallee 33 (Lage)                                                                            | 1918      | ehem. Tabakfabrik Wostok von Moische Himmelfarb |
| Cigarettenfabrik Jaffa, Hermann Hering                            | Wilsdruffer Vorstadt, Ostraallee 35 (Lage)                                                                            | 1918      | [ 7 ] [ 8 ] |
| Zigarettenfabrik Bruno Reinert                                    | Wilsdruffer Vorstadt, Palmstraße 11 (Lage)                                                                            | 1918      | [ 8 ] |
| Cigarettenfabrik Ottoman GmbH                                     | Wilsdruffer Vorstadt, Rosenstraße 26 (Lage)                                                                           | 1918      | [ 7 ] [ 8 ] |
| Gebrüder Selowsk – Fabrik von Cigaretten und türkischen Tabaken   | Pirnaische Vorstadt, Pillnitzer Straße 55 (Lage)                                                                      |           | [ 8 ] |
| Türkische Tabak- und Cigarettenfabrik Cairo                       | Pirnaische Vorstadt, Grunaer Str. 19 (Lage)                                                                           |           | Ray & Co. |
| Türkisch Eggyptische Cigaretten Fabrik                            | Seevorstadt, Prager Straße 21 / Struvestraße (Lage)                                                                   |           | [ 8 ] |
| Cigarettenfabrik J. Malzmann                                      | Seevorstadt, Reitbahnstraße 29                                                                                        | 1921      | [ 8 ] |
| Zigarettenfabrik Otto Deisting                                    | Seevorstadt, Walpurgisstraße 13 (Lage)                                                                                | 1918      | [ 8 ] |
| Tabakmühle                                                        | Wilsdruffer Vorstadt, Am Poppitz 7 (Lage)                                                                             |           | am ehem. Weißeritzmühlgraben |
| Breisgau-Zigarettenfabrik GmbH                                    | Wilsdruffer Vorstadt, Am Poppitz 12                                                                                   |           | [ 8 ] |
| Fleischer & Co., Dresdner Papier-Zigarrenspitzen-Fabrik           | Friedrichstadt, Behringstraße 45 (ehem. Peterstraße 45) / Cottaer Straße (Lage)                                       | bis 1945  | [ 8 ] |
| Zigarettenfabrik Triumph                                          | Johannstadt, Blasewitzer Straße 60 (Lage)                                                                             |           | [ 8 ] |
| Tabak- und Cigarettenfabrik Eros                                  | Johannstadt, Blasewitzer Straße 64, 66 (Lage)                                                                         | 1918      | Inh.: Ing. Eugen Schwarz |
| Dresdner Cigaretten-Compagnie                                     | Johannstadt, Dürerplatz 2                                                                                             | 1918      | Inh.: Martin & Räpe |
| Zigarettenfabrik Sar Alam                                         | Johannstadt, Elisenstraße 70 / Tatzberg 11                                                                            | 1918      | Inh.: Alwin Blochwitz & Co. |
| Zigarettenfabrik Persia                                           | Johannstadt, Gerokstraße 52                                                                                           | 1897      | Marke: Stambul Extra |
| Zigarrenfabrik A. R. Jedicke & Sohn                               | Johannstadt, Holbeinstraße 36 / Silbermannstraße (Lage)                                                               | 1929–1945 | [ 8 ] |
| Cigarettenfabrik Rasma GmbH                                       | Johannstadt, Holbeinstraße 51 (Lage)                                                                                  | 1935      | [ 8 ] |
| Zigarettenfabrik Gustav Bierkarr                                  | Johannstadt, Mildred-Scheel-Straße 3 (ehem. Prinzenstraße 3) (Lage)                                                   | 1918      | [ 8 ] |
| Zigarettenfabrik Anna Keil                                        | Johannstadt, Terscheckstraße 5 (Lage)                                                                                 | 1918      | [ 8 ] |
| Cigarettenfabrik Müller & Co. – Tabakfabrik                       | Johannstadt, Zöllnerstraße 5 (Lage)                                                                                   | 1913      | [ 8 ] |
| H. Fortagne Nachf. – HG Arosa-Zigarettenfabrik                    | Johannstadt, Zöllnerstraße 33 (Lage)                                                                                  | 1941      | [ 8 ] |
| Jean Vouris – Selas Zigaretten                                    | Striesen, Augsburger Straße 57 (Lage)                                                                                 | 1918      | [ 8 ] |
| Cigarettenfabrik Mikado                                           | Striesen, Augsburger Straße 68 (Lage)                                                                                 |           | [ 7 ] [ 8 ] |
| Cigarettenfabrik Reunion                                          | Striesen, Hassestraße 3, 5 (Lage)                                                                                     | 1880      | Türkische Tabak- und Zigarettenfabrik „Reunion“, Brussig & Wollmann, Obercunnersdorf/Lausitz, Dresden, Berlin |
| Adler-Compagnie Zigarettenfabrik AG – ASSUH Zigaretten            | Striesen, Lauensteiner Straße 40, 42 (Lage)                                                                           | 1896      | gegr. von Christian Grote und Eduard Müller in Dresden, vor 1914 von der Georg A. Jasmatzi AG übernommen |
| Türkische Cigarettenfabrik Epaminondas                            | Striesen, Rosa-Menzer-Straße (ehem. Markgraf-Heinrich-Straße 1a) / Altstriesen (ehem. Markgraf-Heinrich-Platz) (Lage) | 1918      | inh.: Epaminondas Protosingelou |
| Zigarettenfabrik Serail, Fabrik Türkischer Tabake und Cigaretten  | Striesen, Schandauer Straße 22 (Lage)                                                                                 | 1918      | [ 8 ] |
| Mika & Reschke, Fabrik orientalischer Tabake                      | Striesen, Schandauer Straße 22b (Lage)                                                                                | 1907      | [ 8 ] |
| Xantos-Cigaretten                                                 | Striesen, Schandauer Straße 38 (Lage)                                                                                 |           | [ 8 ] |
| Zigarettenfabrik Willy Leuschner                                  | Striesen, Tittmannstraße 17 (Lage)                                                                                    | 1918      | [ 8 ] |
| HG Tabak- und Cigarettenfabrik Enos                               | Striesen, Wittenberger Straße 3 (Lage)                                                                                | 1907      | [ 8 ] |
| Zigarettenfabrik Helitros, E. Heine                               | Löbtau, Bonhoefferplatz 20 (ehem. Nostitz-Wallwitzplatz 20) (Lage)                                                    | 1918      | [ 8 ] |
| Zigarettenfabrik Kitros                                           | Löbtau, Gohliser Straße 13 (Lage)                                                                                     | 1918      | Inh.: Otto Richter |
| Zigarettenfabrik Isaak Sulkin                                     | Pieschen, Konkordienplatz 2 (Lage)                                                                                    | 1918      | [ 8 ] |
| Cigarettenfabrik Ursus, W. v. Musnicki & Co.                      | Pieschen, Maxim-Gorki-Straße 75 (ehem. Marienhofstraße 75) (Lage)                                                     | 1914      | [ 7 ] [ 8 ] |
| Zigarrenfabrik Gebrüder Jedicke                                   | Trachau, Leipziger Straße 224 („Alte Tabakfabrik“) (Lage)                                                             | 1900–1937 | [ 8 ] [ 47 ] |
| Cigarettenfabrik Hohenmarck                                       | Trachau, Wilder-Mann-Straße 46 (Lage)                                                                                 | 1918      | [ 8 ] |
| Zigarrenfabrik Carl Dietze                                        | Kaditz, Rankestraße 46 (Lage)                                                                                         | 1918      | [ 8 ] |

## Liste von ehemaligen Zigarettenmaschinenfabriken in Dresden
| Name                                          | Adresse                                                    | Bestehen | Bemerkung |
| --------------------------------------------- | ---------------------------------------------------------- | -------- | --- |
| United AG Zigarettenmaschinenfabrik           | Striesen, Junghansstraße 5 (ehem. Dornblüthstr. 43) (Lage) | 1897     | gegr. als United Cigarette Machine Comp., seit 1910 im Gebäude unter Denkmalschutz ID-Nr. 09213346, 1929 Konkurs (Weltwirtschaftskrise), 1930 von der Universelle übernommen. |
| Eisenwerk Coswig und Maschinenbau Calberla AG | Coswig bei Dresden                                         |          | gegr. 1882 von Eduard Schürmann in Kötitz die Firma "Eisenwerke Coswig", 1907 Umwandlung in eine Aktiengesellschaft unter Einbeziehung der Maschinenfabrik "Calberla", Bau von Zigarettenmaschinen, 1916 von der Universelle übernommen, nach 1949 enteignet und als VEB Walzengießerei Coswig weiterbetrieben |
| Zigarettenmaschinenfabrik "Progreß"           | Friedrichstadt, Löbtauer Str. 51 (Lage)                    |          | Bau von Zigarettenmaschinen, 1936 von der Universelle übernommen |
| Universelle-Werke Dresden                     | Südvorstadt, Zwickauer Straße 46 (Lage)                    | 1898     | seit 1915 Universelle-Zigarettenmaschinenfabrik J. C. Müller & Co., Bau der Zigaretten-Strangmaschine Modell Excelsior, seit 1948 als VEB Tabak- und Industriemaschinen (VEB Tabakuni) weitergeführt, Gebäude unter Denkmalschutz ID-Nr. 09216720                                                              |
| Georg Jasmatzi & Söhne                        | Johannstadt, Blasewitzer Straße 17 (Lage)                  | 1907     | Herstellung von Zigarettenmaschinen und Zigaretten |

Daneben gab es noch zahlreiche Firmen, die als Zulieferer für die Zigarettenfabrikation tätig waren, z. B. für Zigaretten-Packungen, Zigaretten-Papiere, Zigaretten-Hülsen und Mundstücke.

## Bildergalerie

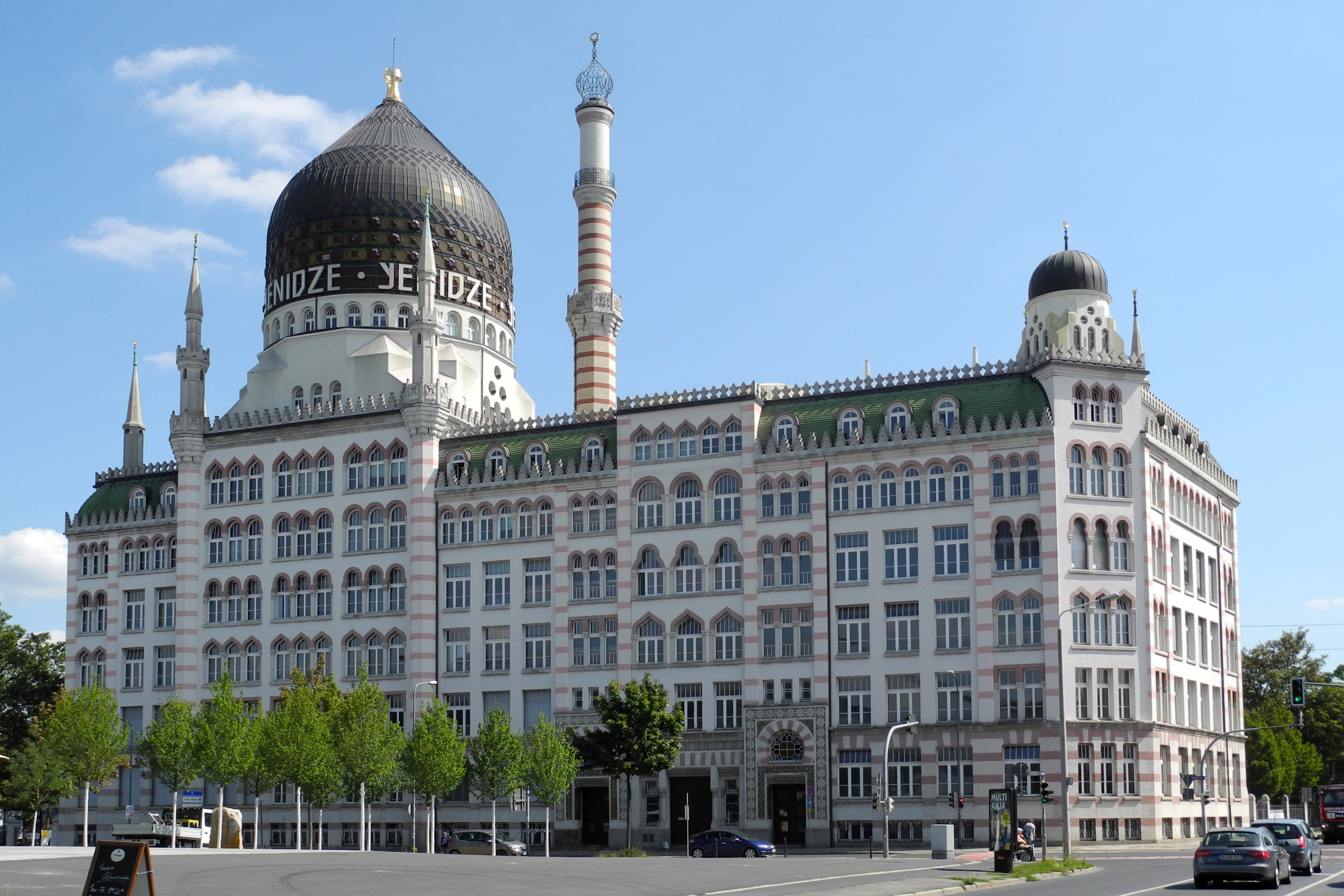
Ehem. Zigarettenfabrik Yenidze
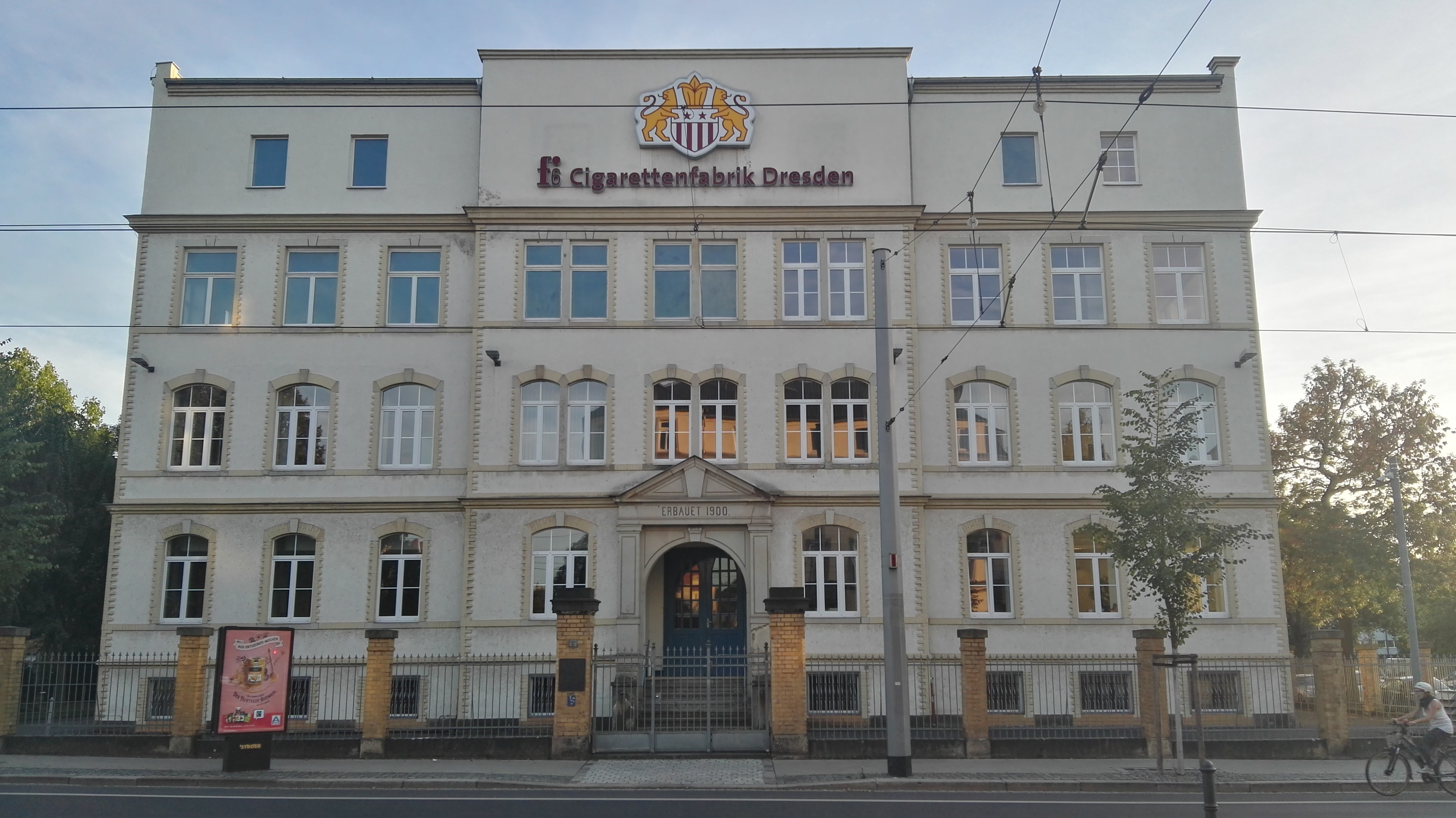
Zigarettenfabrik Jasmatzi
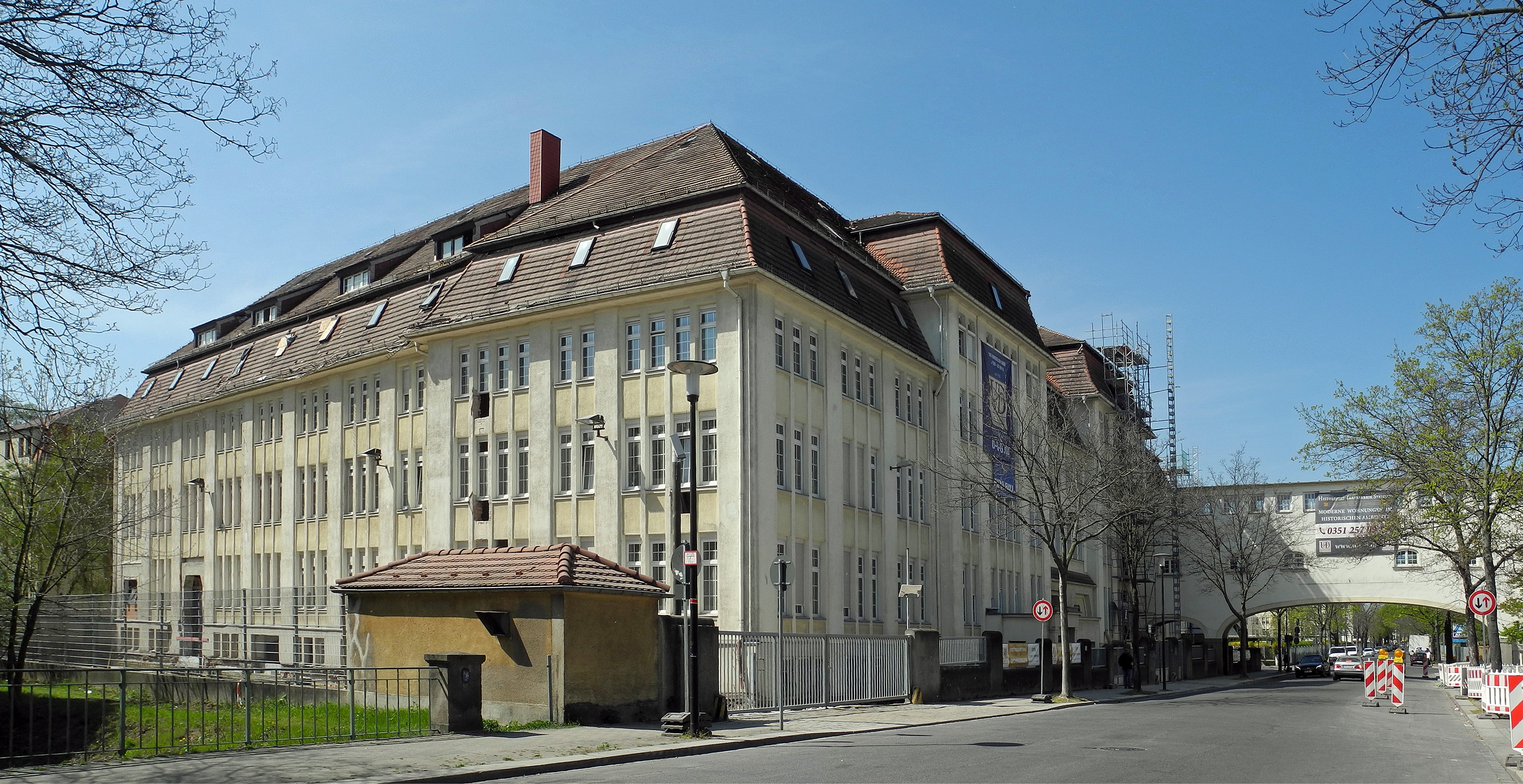
Ehem. Zigarettenfabrik Jasmatzi
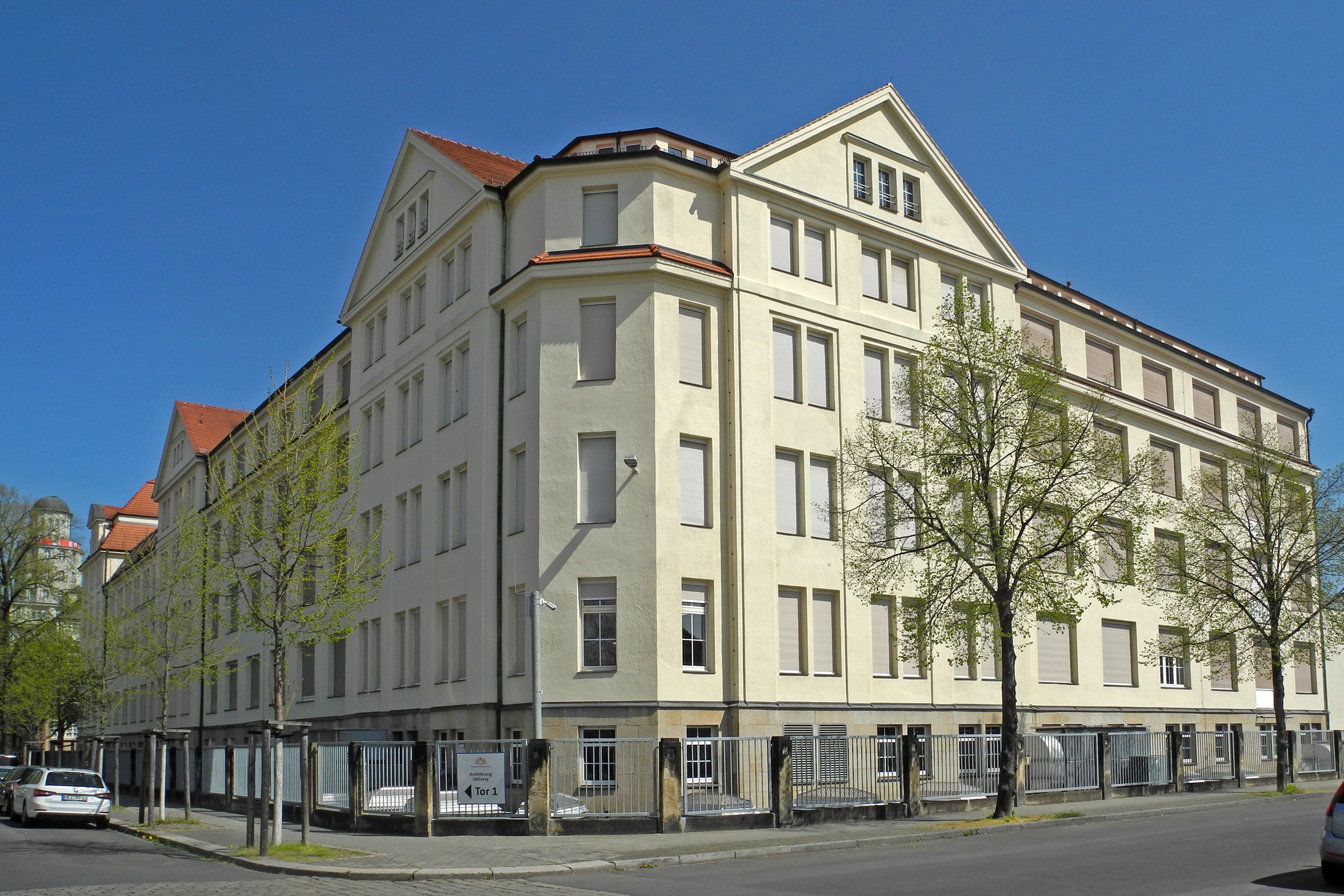
Ehem. United AG, später Zigarettenfabrik W. Lande
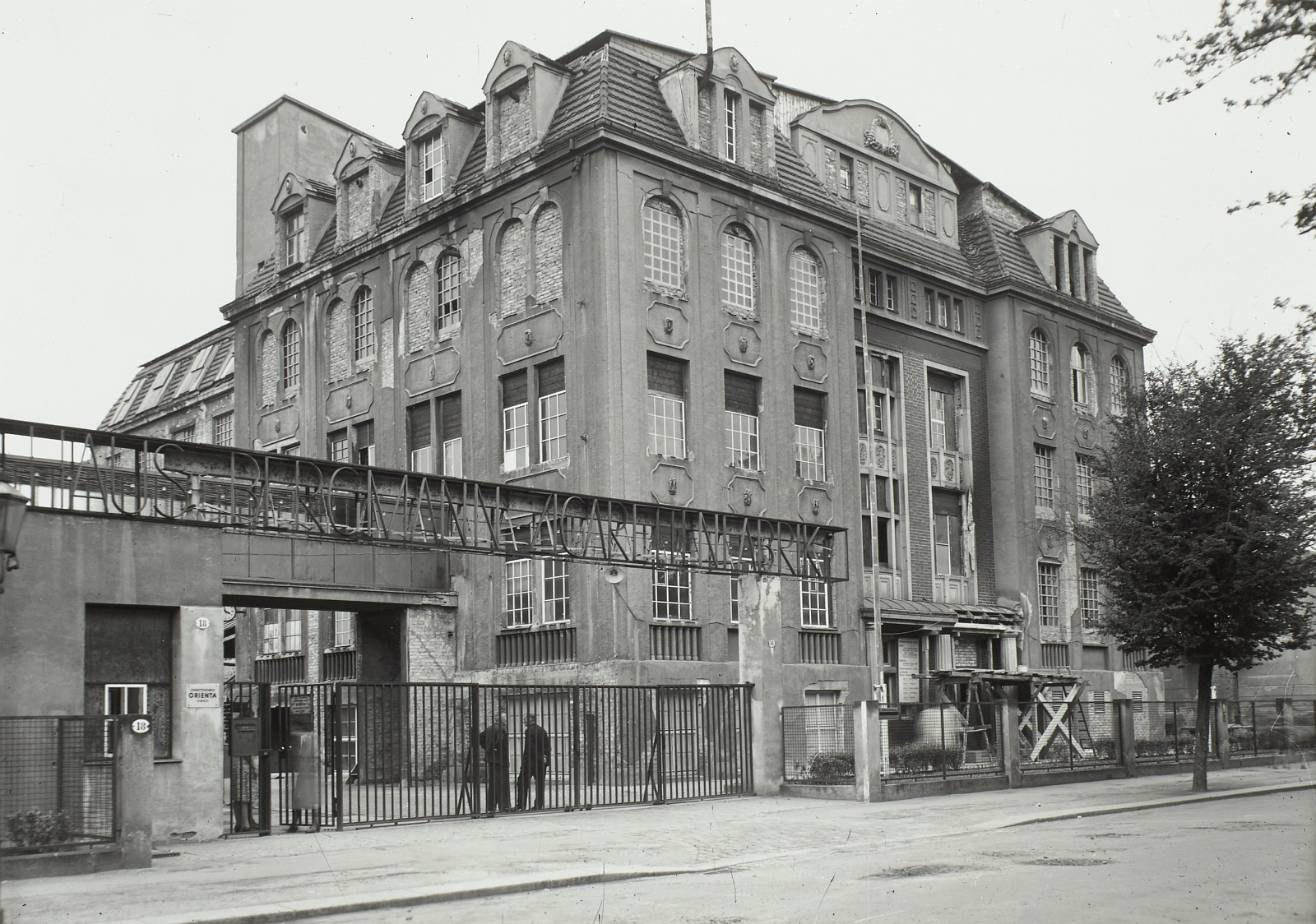
Ehem. Zigarettenfabrik Haus Bergmann
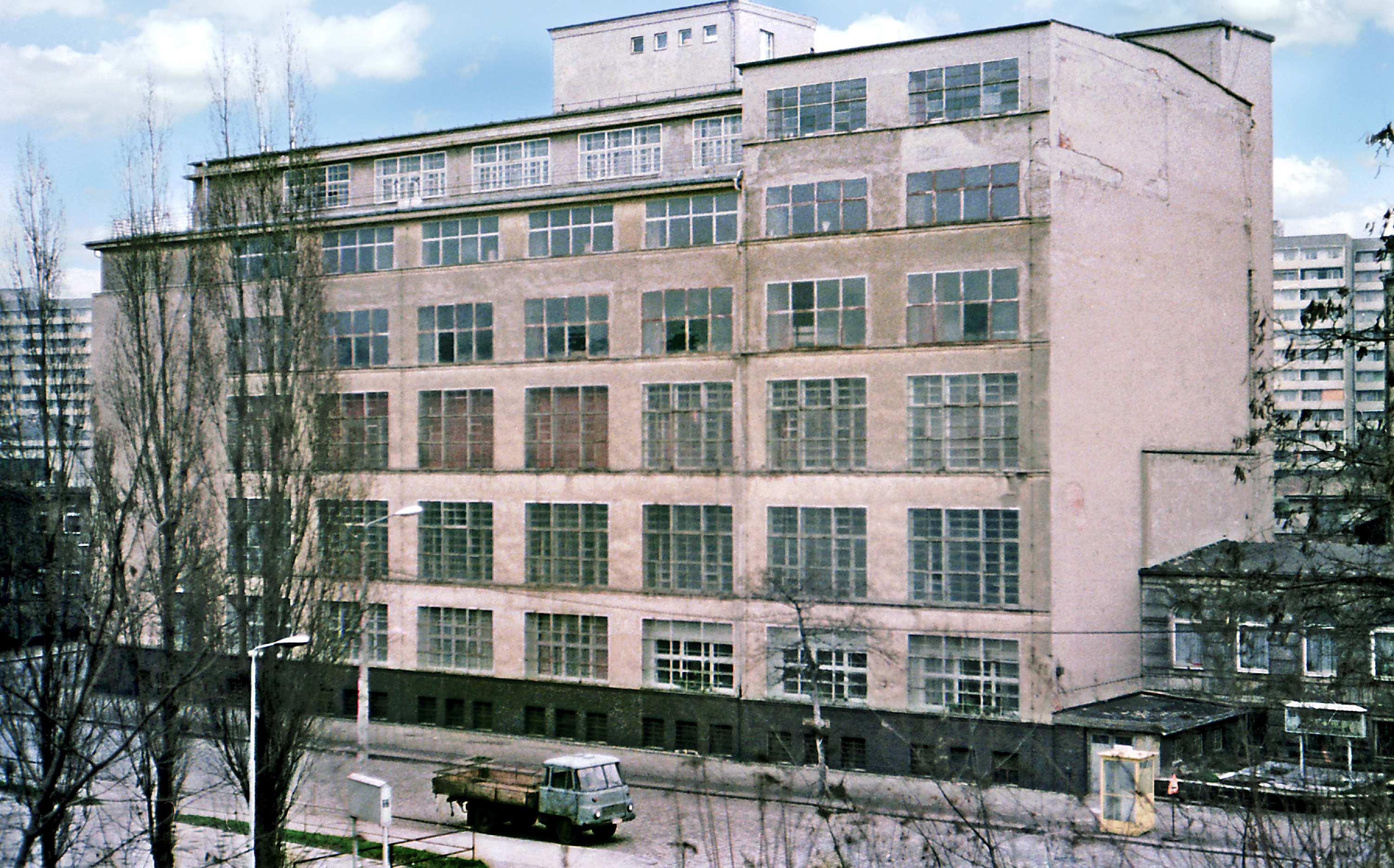
Ehem. Zigarettenfabrik Greiling
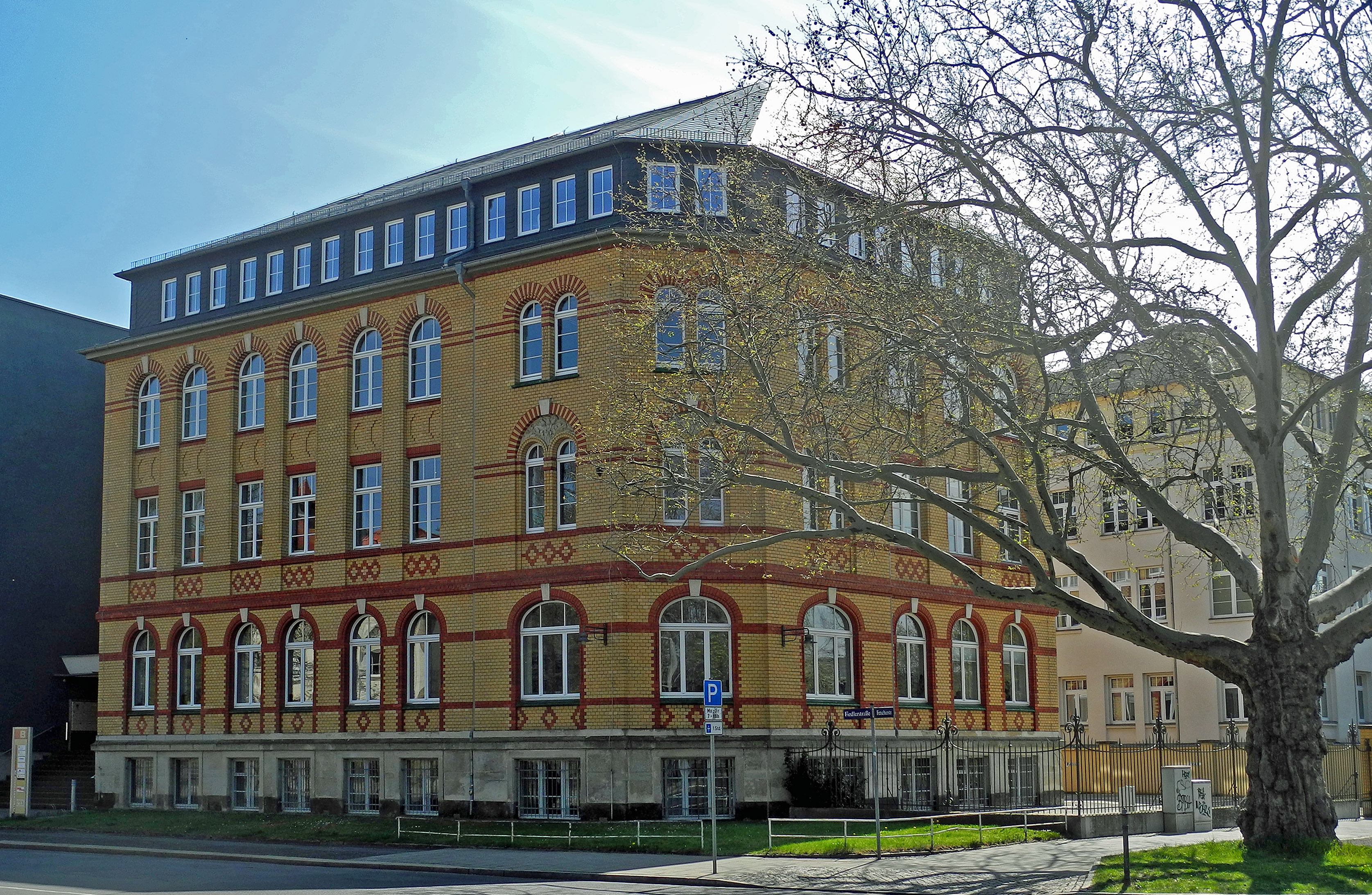
Ehem. Cigarettenfabrik Tuma
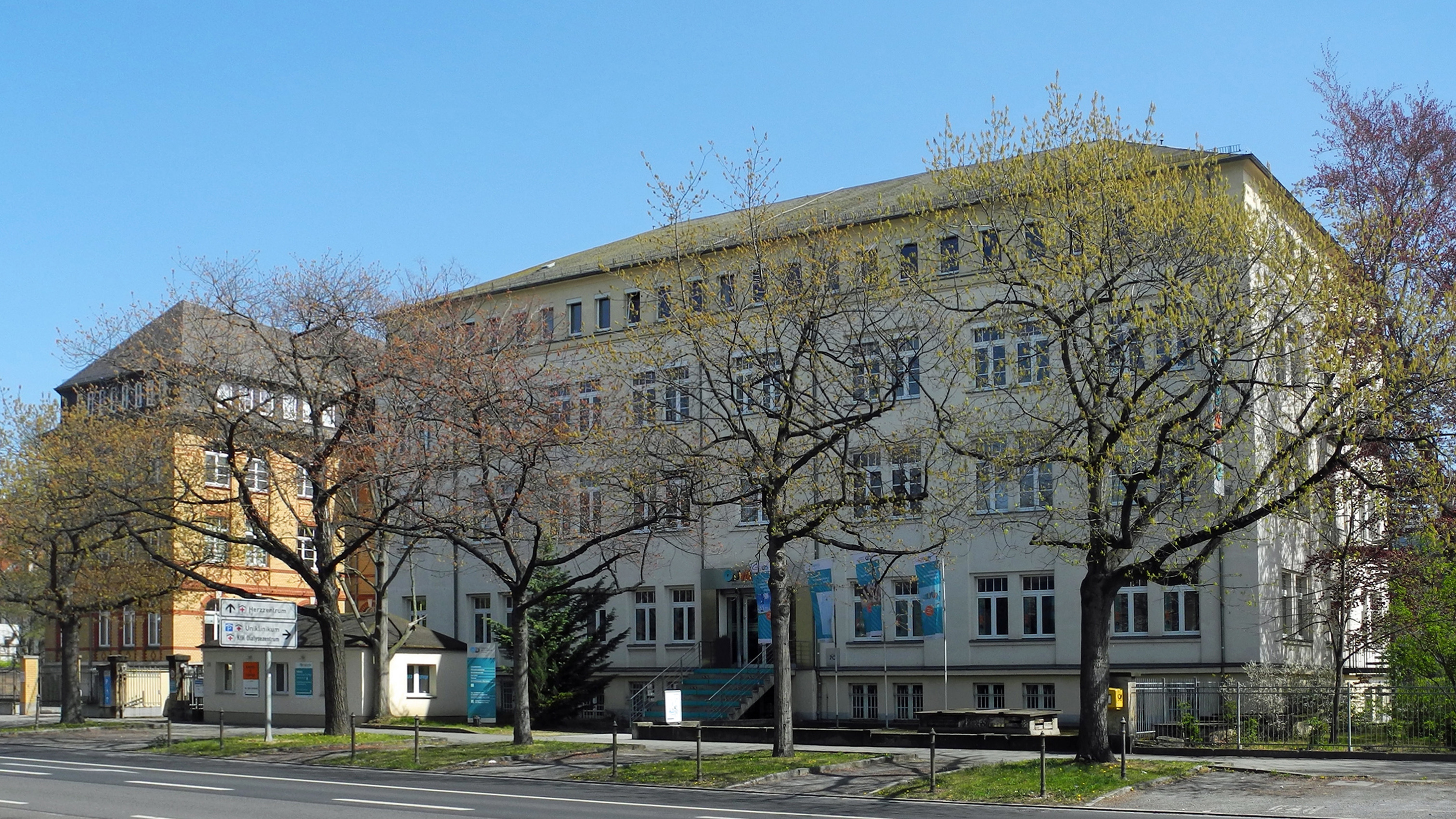
Ehem. Zigarettenfabrik Kosmos
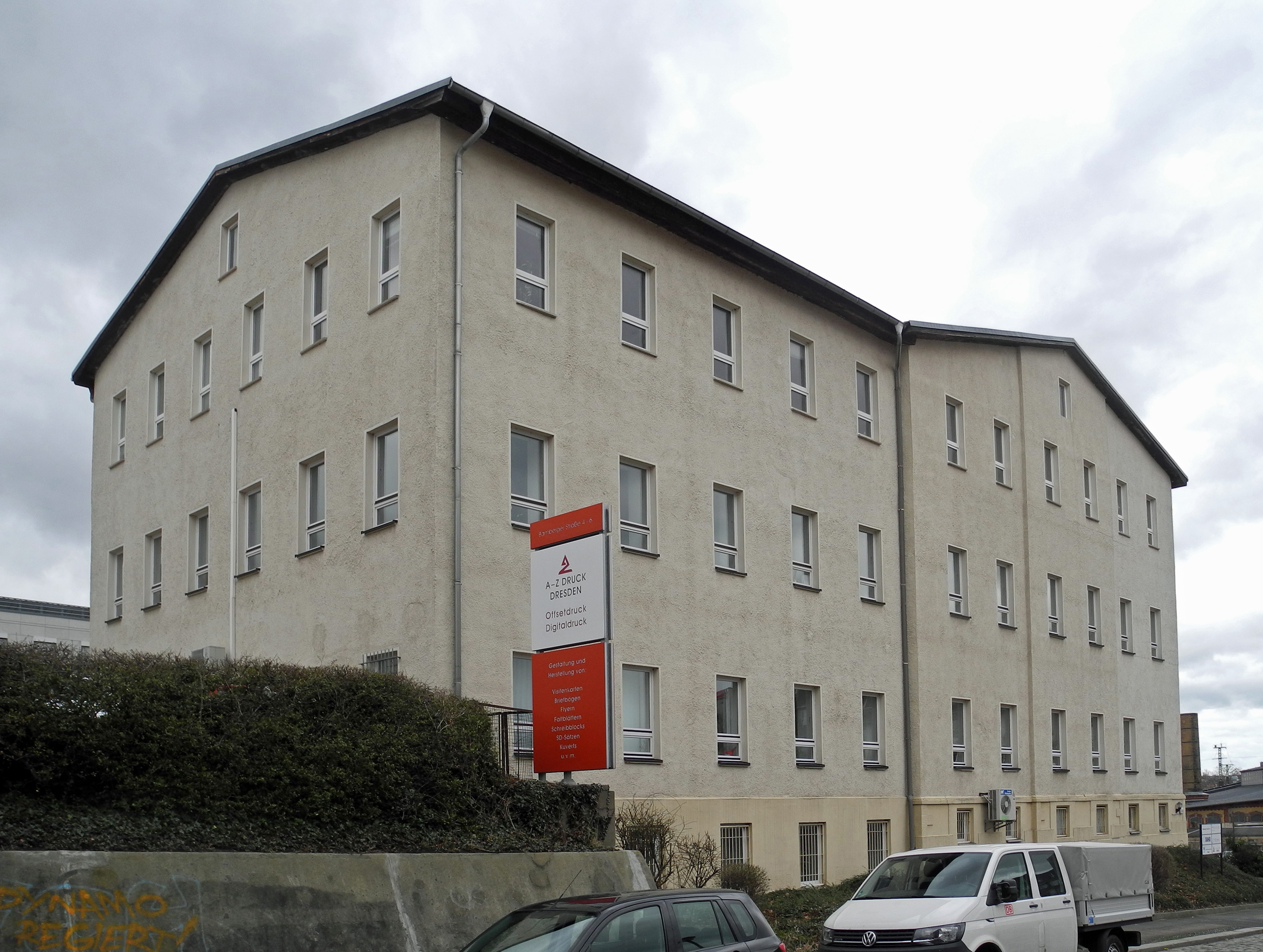
Ehem. Firmensitz von Eckstein & Söhne in Dresden
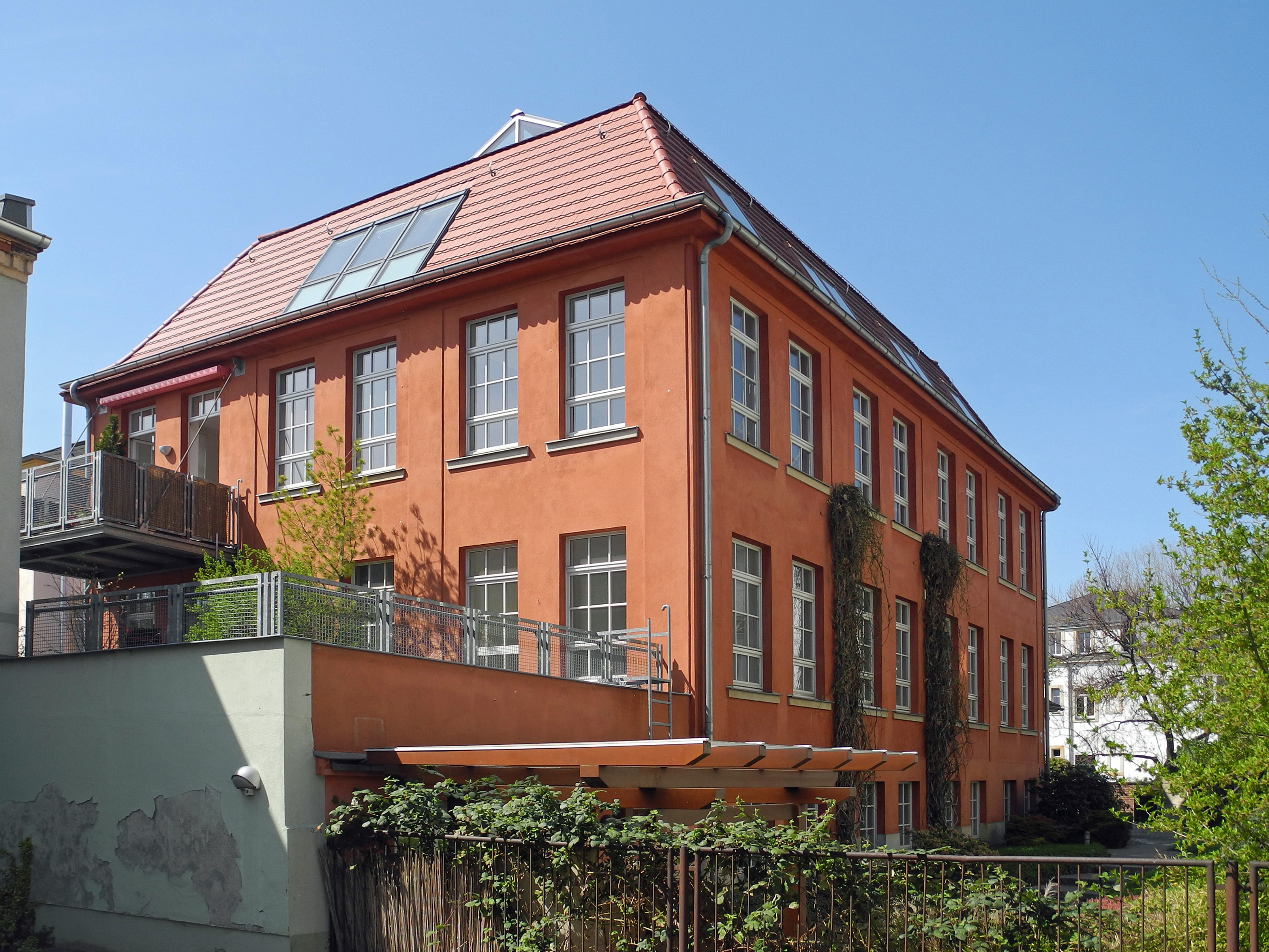
Ehem. Zigarettenfabrik Union
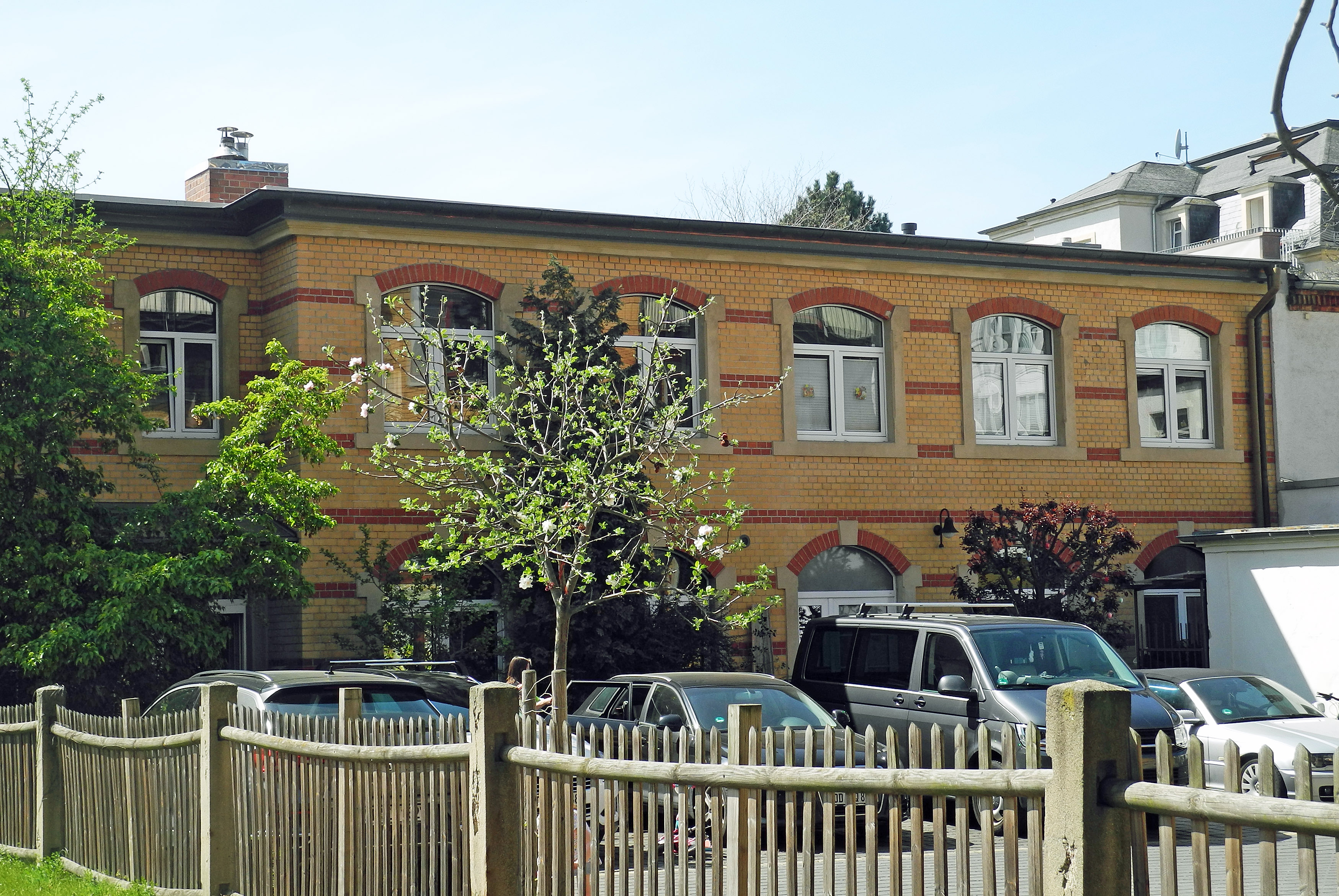
Ehem. Cigarettenfabrik Mikado
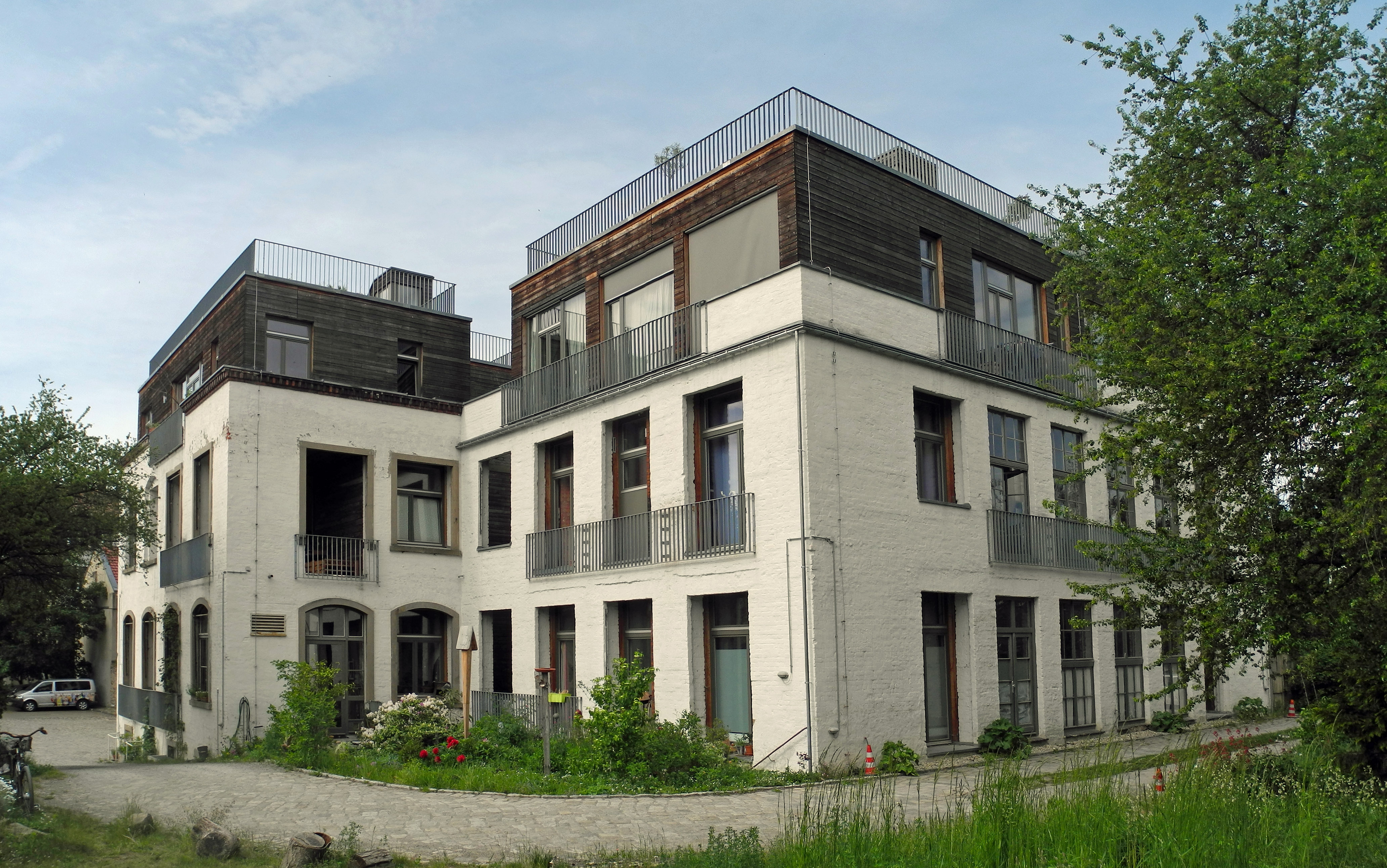
Alte Tabakfabrik, ehem. Cigarrenfabrik Gebr. Jedicke